# 輔仁大学附属病院
輔仁大学附属病院（ほじんだいがくふぞくびょういん）は、台湾新北市泰山区にある病院。輔仁大学医学部附属の大学病院である。
輔大病院は「台湾のメイヨークリニック」をターゲットにしている。。

## 歴史
- 1990年：輔仁大学医学部設立。[5]
- 2007年：輔大診療所が輔仁大学医学部に開設。[6]
- 2017年：輔大病院設立。[7]
- 2021年：モデル化病棟の設計により、新型コロナウイルス感染症の世界的流行に対応し、イギリスメディアのHealthcareから「世界十大未来病院」と評された。[8]

## ここで生まれた人
2023年10月10日、台湾系日本人の男児が輔大病院で生まれた初の日本人となった。

## アクセス
- 台北捷運輔大駅から北の徒歩圏内。[10]
- 桃園機場捷運泰山貴和駅の徒歩圏内。
- 当院には新北市バス「板橋線」と「輔大捷運線」のバス停があります。

## 周辺
- 新北大道（New Taipei Boulevard）
- 輔仁大学キャンパスに隣接
- 輔仁大学サッカー場
- 輔仁大学陸上競技場
- 輔仁聖ロバート・ベラルミン神学院